# Estádio Municipal Parque do Sabiá
O Estádio Municipal Parque do Sabiá, que por muitos anos levou o nome de Estádio Municipal João Havelange, é um estádio multiuso localizado na Zona Leste da cidade de Uberlândia. O estádio está localizado no Complexo Municipal Virgílio Galassi, juntamente com o Parque do Sabiá e a Arena Multiuso Tancredo Neves (Sabiazinho). O estádio foi inaugurado no dia 27 de maio de 1982, pelo prefeito de Uberlândia Virgílio Galassi, com um amistoso entre a Seleção Brasileira e a Irlanda, jogo vencido pelos brasileiros pelo placar de 7 a 0 com a presença do Pelé, do presidente Figueiredo e do presidente da FIFA João Havelange nas tribunas do estádio.
O primeiro gol foi marcado por Paulo Roberto Falcão.
Segundo o Cadastro Nacional de Estádio de Futebol a capacidade do estádio é de 56.000 pessoas, sendo permitida a entrada pelo corpo de bombeiros atualmente de 39.900. O estádio é o segundo maior estádio do estado de Minas Gerais, o oitavo maior do Brasil, o 93° do mundo e o maior do interior do Brasil.
É de propriedade da Prefeitura de Uberlândia e tem o Uberlândia Esporte Clube, o Clube Atlético Portal, a Associação Desportiva Unitri e é a casa do Coimbra Esporte Clube no ano de 2015 também. O nome de João Havelange, foi uma homenagem a um dos ex-presidente da FIFA, porém as questões de corrupção envolvendo a entidade do futebol, provocou pedidos de mudanças do nome do estádio. Em 2015 a Câmara de Vereadores do município mineiro decidiu a mudança de nome para Estádio Municipal Parque do Sabiá, a publicação da lei aconteceu em 20 de julho de 2015, promulgada pelo presidente da Câmara conforme consta no "O Legislativo" edição 1850 de 20 de julho de 2015, página 02/02.

## História

### Antecedentes
Os estádios de futebol viveram seu auge durante o Regime Militar, com a construção do Mineirão, Morenão (Campo Grande), Verdão (Cuiabá), Albertão (Teresina), entre vários outros espalhados pelo Brasil. Com isso os uberlandenses tinham o sonho de ter um estádio, pois durante o auge do Uberlândia Esporte Clube o antigo Estádio Juca Ribeiro já era considerado pequeno e defasado em relação aos times de Belo Horizonte. Com a construção do Uberabão e a rivalidade entre ambas as cidades se tornou necessária a construção de um estádio em Uberlândia.
Na década de 70 ainda sob a ditadura militar o prefeito Virgílio Galassi pertencente a ARENA, ditava o desenvolvimento do município de Uberlândia. Com o surgimento da Universidade Federal de Uberlândia no bairro Santa Mônica, o então dono das terras Segismundo Pereira fez uma doação de suas propriedades para a prefeitura.
Anos depois sob o fim do mandato de Renato de Freitas também pertencente a ARENA e o início do novo mandato de Virgílio Galassi foi iniciado um projeto que contemplava uma reserva florestal, um zoológico, um estádio, um parque infantil na zona leste da cidade, o Complexo do Parque do Sabiá.
Com a venda dos terrenos doados por Segismundo Pereira, foi iniciado a construção do Parque do Sabiá na data de 07/07/1977.

### Construção
A FUTEL foi criada pela Lei nº 2.759, de 27 de março de 1978. O seu primeiro estatuto foi aprovado a 03 de maio daquele mesmo ano, recebendo o número 1.525. Paulo Ferolla da Silva, Bádue Morum Bernardino e Cícero Alves Diniz foram os seus primeiros diretores, os responsáveis pela criação tanto do estádio quanto da área de lazer, que é o Parque do Sabiá. Além dos lotes, houve outras doações por parte de empresas, disponibilizando dinheiro ou outras formas de ajuda. O custo final da obra foi de 843 milhões de cruzeiros, dos quais o município investiu 400. Sua execução coube à Construtora Lourival Parente, em parceria com a uberlandense CCO – Construtora Centro Oeste. A FUTEL tinha o seu representante na equipe técnica, o engenheiro Norberto Carlos Nunes de Paula. A obra foi iniciada no dia 11 de outubro de 1978 e o estádio inaugurado a 27 de maio de 1982.
Durante a construção do estádio, diversas contestações surgiram, como o possível desvio de verba pública, como superfaturamento além da possibilidade do estádio se tornar um elefante branco devido ao tamanho do estádio que suportava um terço da população da cidade.
O estádio foi inaugurado em 27 de maio de 1982, como Parque do Sabiá, em uma partida amistosa realizada entre as seleções brasileira e irlandesa. A seleção brasileira venceu por 7 a 0. O primeiro gol do estádio foi do brasileiro Falcão.

### Era Parque do Sabiá

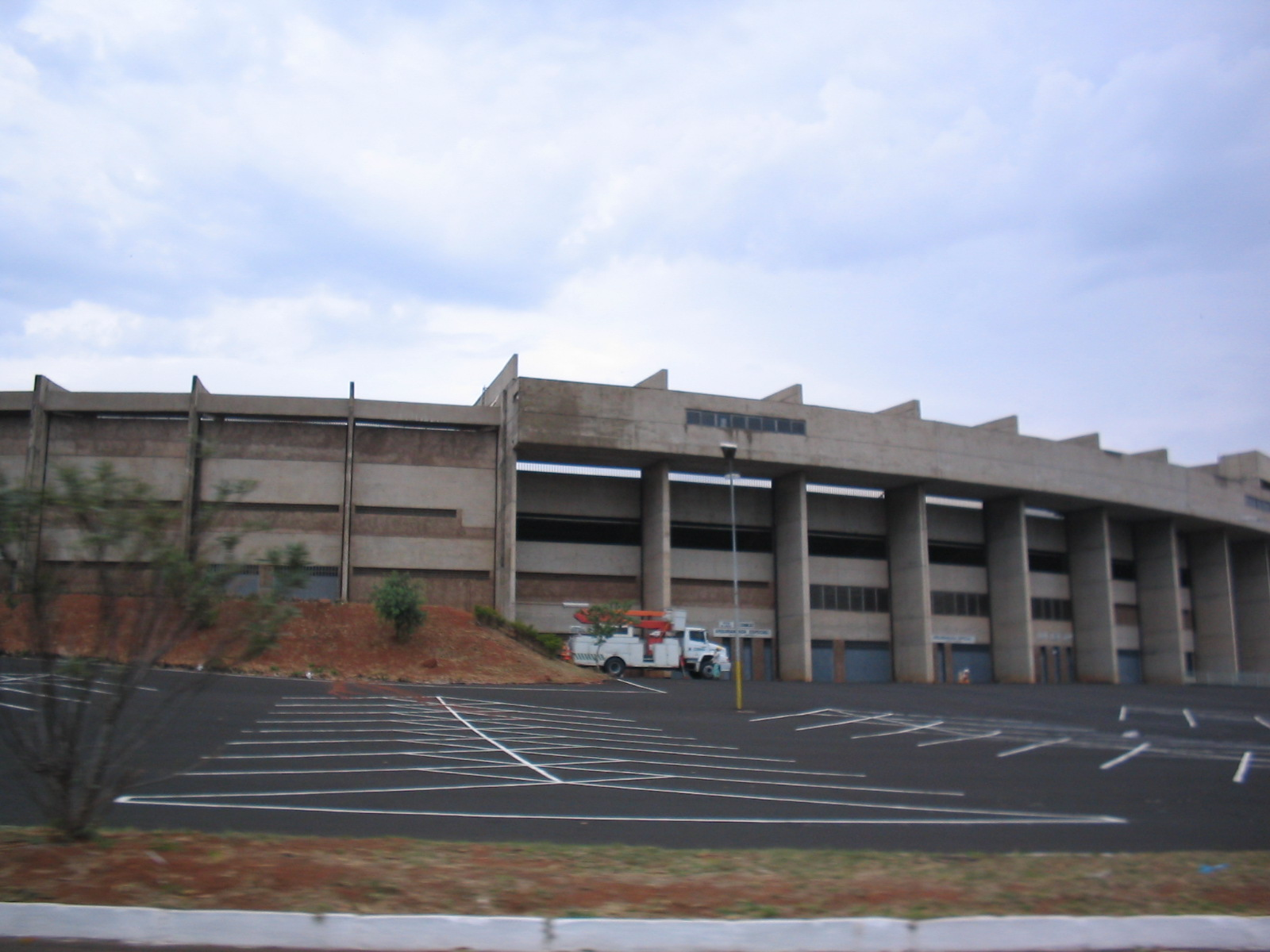
Fachada do estádio em 2005.

Depois da construção do estádio e sua inauguração, a cidade de Uberlândia tinha um palco do futebol extremamente grandioso. Durante a década de 80 o estádio recebeu diversos jogos do Uberlândia nos campeonatos nacionais da Série A e B, sendo inclusive palco da final da Série B de 1984 onde o Uberlândia venceu o Remo por 1x0 e depois sagrou-se campeão em Belém. Na década de 80 a cidade ainda recebeu grandes jogos como: Uberlândia 0x0 Guarani (1984), Uberlândia 0x0 Vasco da Gama-RJ (1984), Uberlândia 4x0 Santos (1982) entre vários outros jogos.
A seleção brasileira ainda teve outras três participações no estádio na década de 80, com Brasil 0x0 Paraguai (1983) pela Copa América de 1983 e Brasil 2x1 Chile (1987).
A década de 90 marcou alguns jogos do Uberlândia na terceira divisão nacional bem como a disputa de torneio internacionais no estádio. O estádio foi palco de grandes jogos entre o Uberlândia e os times da capital Cruzeiro, Atlético-MG e América-MG  pelos campeonatos mineiros nessa década, bem como palco de diversos clássicos com os times do Triângulo Mineiro.
No ano de 1995, o estádio foi palco do Sul-Americano Feminino de 1995 que deu vagas para o Mundial Feminino de 1995. Na década de 90 o estádio ainda recebeu um amistoso do Brasil contra a Bulgária, vencida pelos mandantes no placar de 3 a 0 em 1991.

### Década de 2000
Na década de 2000 o estádio recebeu diversos jogos de várias séries do Campeonato Brasileiro bem como Copa do Brasil. Entre as partidas estão um jogo do Flamengo em 2007 devido o Pan do Rio. Recebeu partidas da Série C no início da década, bem como o jogo entre Uberlândia 0x3 Juventude pela Copa do Brasil de 2004.

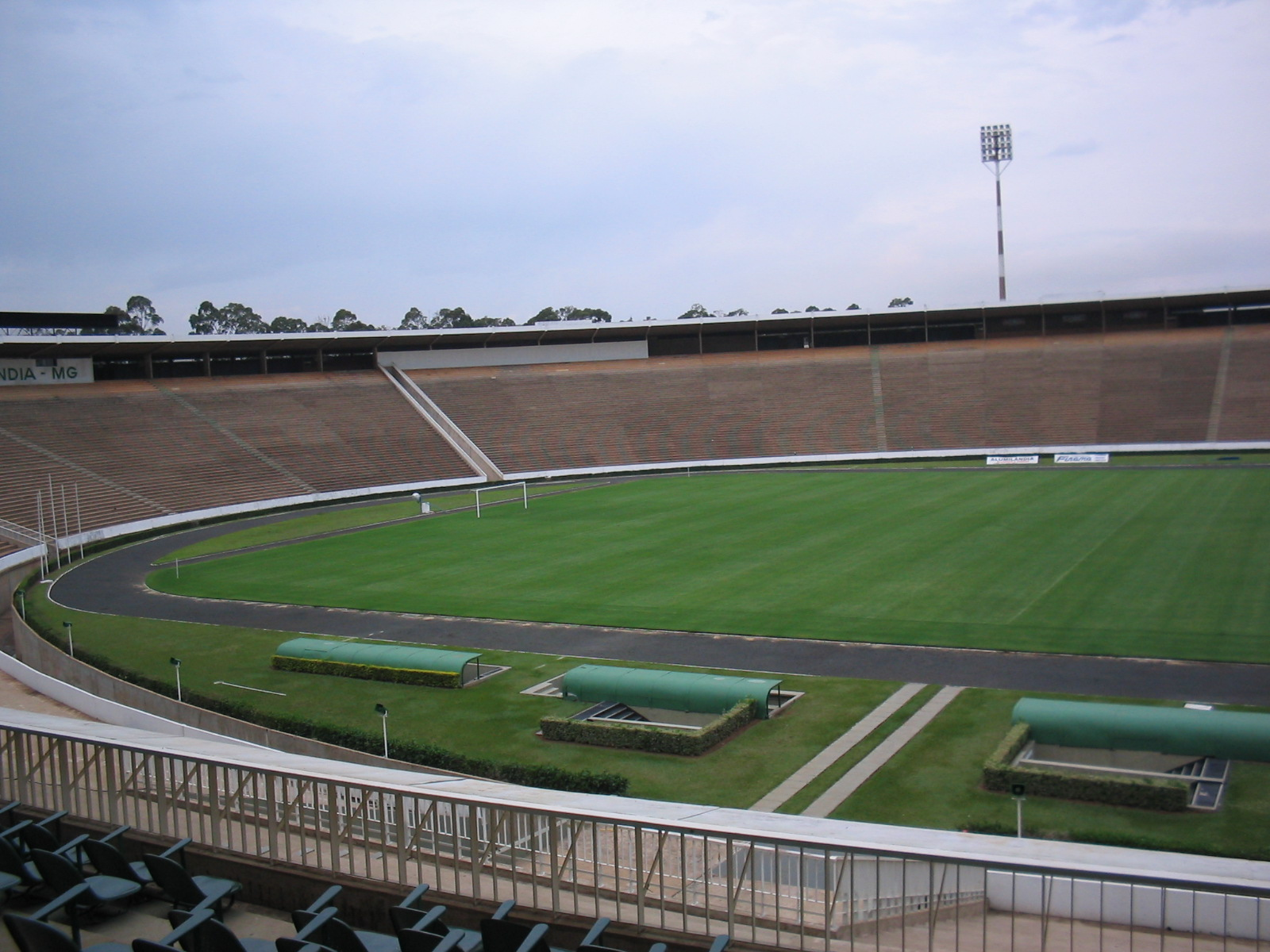
Visão interna do estádio, em 2005.

O estádio foi palco do acesso do UEC à primeira divisão estadual em 2008, em um jogo emocionante com grande público diante a União Luziense. Foi palco de jogos contra os grandes da capital na elite estadual de 2009 e 2010, bem como recebeu jogos do Cruzeiro, Atlético-MG e América-MG pelo Brasileirão devido ao fechamento do Mineirão para a Copa de 2014, bem como a reconstrução do Independência ainda inacabada.
Entre 25 de agosto e 8 de setembro, a equipe realizou três partidas no estádio, contra as equipe de Corinthians, Flamengo e Internacional, vencendo todas elas pelo placar de 1 a 0.
Pela vigésima nona rodada diante o Fluminense a equipe mineira venceu a quarta partida disputada no estádio, novamente pelo placar de 1 a 0, assumindo a primeira colocação do campeonato.
Ainda houve jogos diante o Atlético-MG (3x4), São Paulo (0x2).
Ainda em 2010, no dia 13 de novembro, o estádio foi palco do primeiro jogo da final do Campeonato Brasileiro da Série C entre Ituiutaba (atual Boa Esporte) e ABC.
Outro fato importante do estádio nessa década, foi que em 2009 o estádio passou por obras de revitalização, com pinturas, reformas, numeração da arquibancada, instalação de câmeras de segurança e elevador para deficiente físico.

### História recente
Nos últimos anos alguns jogos foram realizados na cidade com as equipes de Cruzeiro e América-MG como mandantes, dentre alguns jogos do Cruzeiro estão as partidas contra Avaí e Ceará. Alguns jogos do América-MG são as partidas diante o Corinthians e o Santos.

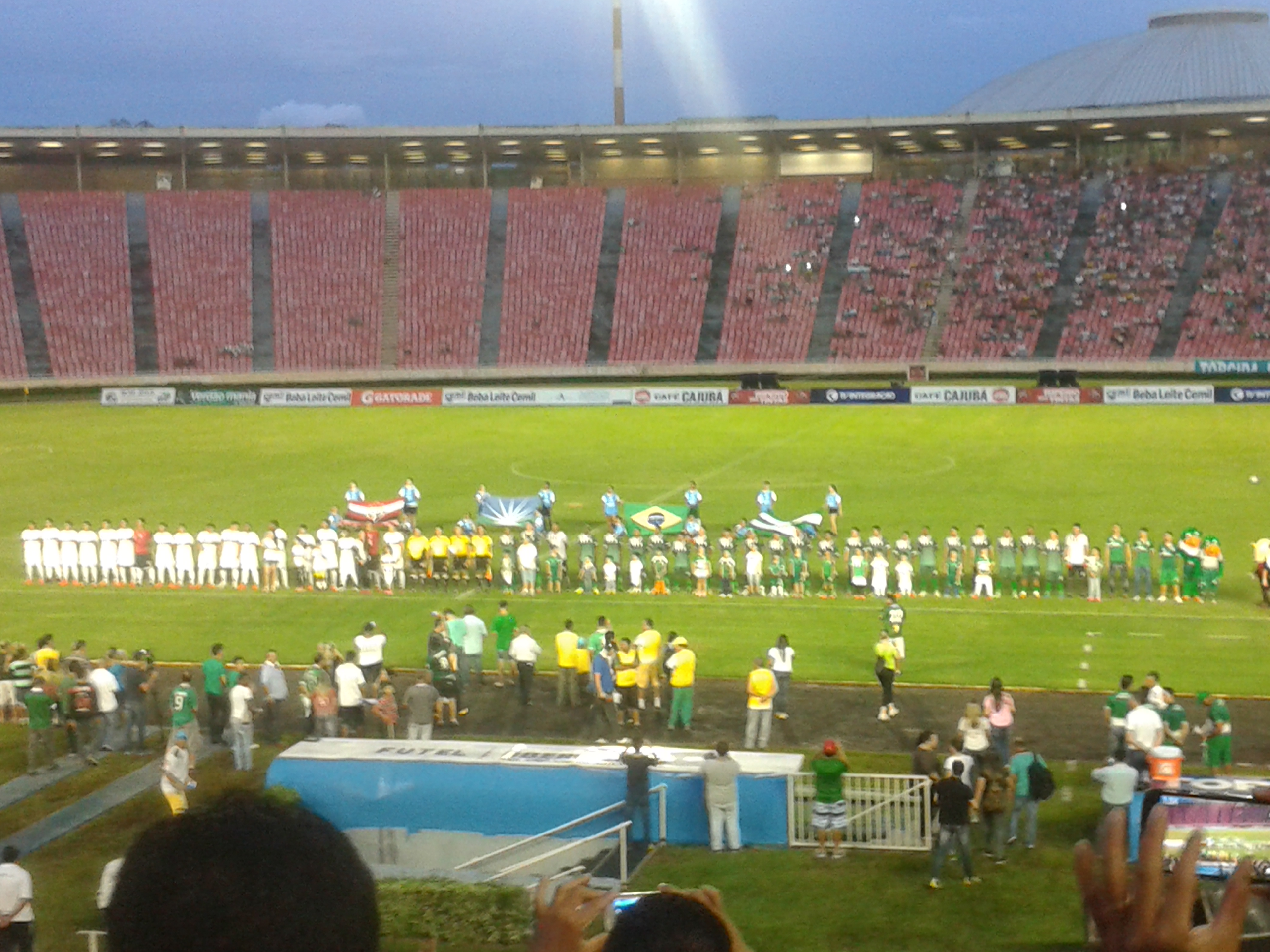
Amistoso entre Uberlândia e São Paulo em 2015.

Em 20/07/2015, o projeto de lei dos vereadores Norberto Nunes, David Thomaz e Wilson Pinheiro, da cidade de Uberlândia foi promulgado pelo presidente da Câmara, aprovando a mudança do nome de Estádio Municipal João Havelange para Estádio Municipal Parque do Sabiá.
O estádio, inaugurado no dia 27 de maio de 1982, com o amistoso entre Brasil x Irlanda do Norte (7 a 0 para os brasileiros), recebeu o nome de João Havelange, ex-presidente da CBF e da Fifa, exatamente como forma de sensibilizar e convencer a direção da CBF a marcar tal amistoso.
Na última década, em decorrência dos recentes escândalos envolvendo João Havelange a mudança do nome veio a tema entre os vereadores da casa legislativa, sendo finalmente aprovada no primeiro semestre de 2015, sendo posteriormente aprovada pelo poder Executivo.